# Eviota lachdeberei
Eviota lachdeberei är en fisk i familjen smörbultsfiskar som förekommer i Sydostasien och i den australiska regionen.
Arten kan bli lite större än 20 mm. Den har i ryggfenan 7 taggstrålar och 7 till 9 mjukstrålar. I analfenan finns en taggstråle och 6 till 7 mjukstrålar. Kännetecknande är en svartviolett grundfärg och tre vita punkter på varje kroppssida. Vid stjärtfenans kanter finns två röda fläckar och fiskens stora ögon har röd regnbågshinna.
Utbredningsområdet sträcker sig från Andamanerna över Sydostasien och Nya Guinea till Salomonöarna och små öar i södra Japan. Eviota lachdeberei dyker till ett djup av 20 meter.  Den vistas nära klippor och korallrev. Exemplaren har ett kort liv. De blir könsmogna efter några veckor och de har många larver. Denna fisk hittas ofta nära svampen Heliofungia actiniformis.
För beståndet är inga hot kända. Hela populationen antas vara stor. IUCN listar arten som livskraftig (LC).